# Steve Ovett
Stephen Michael James (Steve) Ovett (Brighton, 9 oktober 1955) is een voormalige atleet uit Groot-Brittannië, die eind jaren zeventig, begin jaren tachtig legendarische en verbeten duels uitvocht met zijn landgenoot Sir Sebastian Coe op de middellange afstanden. Hij werd zowel olympisch als Europees kampioen, liep diverse malen een wereldrecord en nam in totaal deel aan drie Olympische Spelen.

## Biografie

### Jeugd
Ovett richtte zich als junior in eerste instantie op de 800 m, waarop hij als zeventienjarige jongen in 1973 in Duisburg Europees jeugdkampioen werd in 1.47,53. Later ontwikkelde hij zich tot een atleet die alle afstanden beheerste van de 800 m tot en met de 5000 m.

## Senioren
In 1976 kon Ovett op de Olympische Spelen in Montreal de hooggespannen verwachtingen niet helemaal waarmaken. Hij werd op de 800 m 'slechts' vijfde in 1.45,44. Hierbij moet worden aangetekend, dat deze finale werd overheerst door de middenafstanders Alberto Juantorena en Ivo Van Damme, waarbij de Cubaan aan het langste eind trok en in 1.43,50 een wereldrecord vestigde, gevolgd door de Belg Van Damme in 1.43,86.
Ovett besloot daarna om zich voortaan op de langere afstanden te richten, met name de 1500 m en de mijl. Hoe juist deze beslissing was, bleek een jaar later. Terwijl hij in 1977 op de 800 m niet verder kwam dan 1.48,3, liep hij op de 1500 m in 3.34,5 naar een Brits record en werd hij winnaar van de World Cup in Düsseldorf. Ook op de mijl liet hij met 3.54,69 een Brits record klokken, terwijl hij op de 3000 en 5000 m respectievelijk tot 7.41,3 en 13.25,0 kwam.
In 1978 kwam hij tot zijn grootste succes tot dan toe door bij de Europese kampioenschappen in Praag op de 1500 m de titel te veroveren in 3.35,60. Bovendien vestigde hij Britse records op de mijl (3.52,8), de 2000 m (4.57,8) en de 2 mijl (8.13,5), wat tevens een beste wereldprestatie voor buiten was. En in Tokio won hij dat jaar op 25 september de Golden Mile in 3.55,5.
Terwijl in 1979 Sebastian Coe als wereldrecordhouder - op 5 juli 1979 had hij het wereldrecord van Juantorena op de 800 m verbeterd tot 1.42,4 - op tournee ging, hield Ovett zich dat jaar op de achtergrond. Hij leek zelfs wel erop uit te zijn om vergeten te worden.
Vier dagen voor het begin van de Olympische Spelen van 1980 in Moskou liep Steve Ovett in Oslo in 3.32,1 een wereldrecord op de 1500 m. Toen de Spelen een aanvang namen, werd er dan ook met grote spanning uitgekeken naar het duel tussen Sebastian Coe en Steve Ovett, die elkaar dus sinds het EK in 1978 uit de weg waren gegaan. Er werd zelfs gezegd dat beide Britten vijandig tegenover elkaar zouden staan, maar zelf nuanceerden ze dat: 'We zijn alleen geen vrienden', zo stelde Seb Coe het.
Het 'duel in korte broek' begon op de 800 m, waarop na een eerste langzame ronde van 54,3 seconden Ovett als zesde doorkwam en Coe aan de staart van het veld bengelde. Totdat Ovett op 70 m voor de finish de spurt inzette en in 1.45,4 won in precies dezelfde tijd waarmee hij vier jaar eerder vijfde was geworden. Coe werd tweede, wat voor hem als regerend wereldrecordhouder een zware nederlaag betekende.
Zes dagen later lag het aanvangstempo van de 1500 m al even laag. De DDR-atleet Jürgen Straub ging aan kop, gevolgd door Coe en Ovett, totdat Coe op 200 meter voor het einde zijn eindspurt inzette en de Duitser in de laatste rechte lijn voorbijvloog. Hij liep de laatste 400 meter in 52,2 en de laatste 100 in 12,1 seconden, om uiteindelijk te finishen in 3.38,40. Ovett had het ditmaal moeilijk, maar verzekerde zich achter Straub in elk geval van de bronzen medaille in 3.38,99. Coe was zo blij dat hij zijn Britse flegma even liet voor wat het was, op de baan knielde en de grond zoende om de goden te danken. Even later op het ereschavot sloeg hij zijn ogen op naar de hemel als om zijn blijdschap tot in het oneindige te verbreden.
En zo kon het memorabele feit worden opgetekend, dat beide Britse atleten olympisch kampioen waren geworden op de afstand waarop de ander het wereldrecord bezat.

## Titels
- Olympisch kampioen 800 m - 1980
- Europees kampioen 1500 m - 1978
- Brits kampioen 1500 m - 1977, 1981
- AAA-kampioen 800 m - 1974, 1975, 1976
- AAA-kampioen 1500 m - 1979
- AAA-kampioen 1 mijl - 1980
- Europees jeugdkampioen 800 m - 1973

## Persoonlijke records
| Onderdeel   | Prestatie | Datum            | Plaats  |
| ----------- | --------- | ---------------- | ------- |
| 400 m       | 47,5      | 1974             |         |
| 800 m       | 1.44,09   | 31 augustus 1978 | Praag   |
| 1000 m      | 2.15,91   | 6 september 1979 | Koblenz |
| 1500 m      | 3.30,77   | 4 september 1983 | Rieti   |
| 2000 m      | 4.57,71   | 1982             |         |
| 1 Eng. mijl | 3.48,40   | 26 augustus 1981 | Koblenz |
| 3000 m      | 7.41,3    | 1977             |         |
| 2 Eng. mijl | 8.13,51   | 1978             |         |
| 5000 m      | 13.20,06  | 1986             |         |

## Palmares

### 800 m
- 1973:  EK U20 - 1.47,53
- 1974:  EK - 1.45,77
- 1975:  Europacup - 1.46,56
- 1976:  Britse olympische trials - 1.46,7
- 1976: 5e OS - 1.45,44
- 1978:  EK - 1.44,09
- 1980:  OS - 1.45,40
- 1983:  Memorial Van Damme - 1.45,25

### 1500 m
- 1976:  Britse olympische trials - 3.39,64
- 1977:  Wereldbeker - 3.34,45
- 1977:  Europacup - 3.44,94
- 1978:  EK - 3.35,59
- 1979:  Memorial Van Damme - 3.32,2
- 1980:  OS - 3.38,99
- 1981:  Wereldbeker - 3.34,95

### 1 Eng. mijl
- 1978:  IAAF Grand Prix - 3.55,5
- 1979:  Emsley Carr Mile - 3.56,58
- 1980:  IAAF Grand Prix - 3.52,84
- 1980:  Memorial Van Damme - 3.52,6

### 5000 m
- 1986:  Gemenebestspelen - 13.24,11

1896: Teddy Flack ·
1900: Alfred Tysoe ·
1904: Jim Lightbody ·
1908: Mel Sheppard ·
1912: Ted Meredith ·
1920: Albert Hill ·
1924: Douglas Lowe ·
1928: Douglas Lowe ·
1932: Tommy Hampson ·
1936: John Woodruff ·
1948: Mal Whitfield ·
1952: Mal Whitfield ·
1956: Tom Courtney ·
1960: Peter Snell ·
1964: Peter Snell ·
1968: Ralph Doubell ·
1972: Dave Wottle ·
1976: Alberto Juantorena ·
1980: Steve Ovett ·
1984: Joaquim Cruz ·
1988: Paul Ereng ·
1992: William Tanui ·
1996: Vebjørn Rodal ·
2000: Nils Schumann ·
2004: Joeri Borzakovski ·
2008: Wilfred Bungei ·
2012: David Rudisha ·
2016: David Rudisha ·
2020: Emmanuel Korir ·
2024: Emmanuel Wanyonyi
- World Athletics: 14346067
- Trove: 929684
- Virtual International Authority File: 92248748